# 다마노이촌 (후쿠시마현)
다마노이촌(玉井村)은 후쿠시마현 아다치군에 일찍이 존재했던 촌이다.

## 지리
현재의 오타마촌 남서부에 해당한다.

## 역사
- 1889년 4월 1일 - 정촌제 시행에 의해 다마노이촌이 단독으로 촌제를 시행해, 아다치군 다마노이촌이 성립하였다.
- 1955년 3월 31일 - 오야마촌과 합병해 오타마촌이 성립하여, 다마노이촌이 소멸하였다.

## 인구
- 1889년 2,630
- 1920년 3,545
- 1947년 5,575

## 참고문헌
- 『市町村名変遷辞典』東京堂出版、1990年。
- 角川日本地名大辞典編纂委員会『角川日本地名大辞典 7 福島県』、角川書店、1981年 ISBN 4-04-001070-1
- 日本加除出版株式会社編集部『全国市町村名変遷総覧』、日本加除出版、2006年 ISBN 4-8178-1318-0